# Útočné pásmo
Útočné pásmo je část ledové plochy v ledním hokeji, kde má útočící tým za cíl vstřelit branku soupeři. Z pohledu hráčů se jedná o třetinu kluziště, která začíná na modré čáře a končí u zadního mantinelu s brankou soupeře. V tomto prostoru se tým snaží udržet kontrolu nad pukem, vytvářet si střelecké příležitosti a vyvíjet tlak na obranu protivníka. Útočné pásmo hraje klíčovou roli při zakládání ofenzivních akcí a často rozhoduje o úspěchu celého útoku.

## Rozvržení a prvky útočného pásma
Útočné pásmo obsahuje několik důležitých prvků, které hrají klíčovou roli v průběhu hry:
- Modrá čára – odděluje útočné pásmo od středního pásma. Aby nedošlo k postavení mimo hru, musí puk přejet tuto čáru do útočného pásma dříve než hráči útočícího týmu.
- Brankoviště – modře vyznačená plocha před brankou určená výhradně pro brankáře. Útočící hráči zde nesmí brankáře nedovoleně kontaktovat.
- Kruhy pro vhazování – v každém útočném pásmu se nacházejí dva kruhy. Po přerušení hry zde probíhá vhazování.
- Zadní mantinel a prostor za brankou – prostor využívaný k zakládání útočných akcí a přihrávkám do nebezpečných prostorů před brankou.

## Strategické využití
V útočném pásmu se tým snaží udržet kontrolu nad pukem, vytvářet střelecké příležitosti a vyvíjet trvalý tlak na obranu soupeře. Hráči často mění pozice, přihrávají si a střílejí z různých úhlů s cílem překonat brankáře.